# 마셀라 마틴
마셀라 마틴(Marcella Martin, 1916년 6월 5일 ~ 1986년 10월 31일)은 미국의 배우, 영화배우이다. 바람과 함께 사라지다 (영화)(1939)에서 캐슬린 캘버트 역으로 기억된다.
일리노이주에서 태어나 1930년대 후반 슈리브포트(루이지애나주)에서 첫 남편인 존 마틴(John Martin)과 함께 살았다. 지역 아마추어 극장에 출연했고 그곳에서 스칼렛을 찾던 할리우드 에이전트에 의해 발견되었다. 마틴은 데이비드 O. 셀즈닉의 '바람과 함께 사라지다'에서 스칼렛 오하라 역으로 스크린 테스트를 받았으며 몇 주 동안 해당 역할의 주요 후보였다. 셀즈닉의 에이전트 맥스웰 아노(Maxwell Arnow)는 마틴을 "좋은 몸매"를 가졌고 "아주 잘 생겼다"고 묘사했다. 아노는 또한 그녀를 "대배우"라고 불렀고 "의심할 여지없이 (...) 여행 중에 인터뷰한 수백 명의 사람들 중 최고"라고 불렀다.
세 번 결혼했으며 1986년 70세의 나이로 사망했다. 일리노이주 섐페인 (일리노이주)에 있는 세인트 메리 묘지에 묻혔다.

## 영화
- 바람과 함께 사라지다 (영화) (1939년)